# Пипин II од Италије
Пипин (април 773 — 8. јул 810) је био син Карла Великог и краљ Италије (781—810).
Пипин је био трећи син Карла Великог и његове жене Хилдегард. Рођен је као Карломан, али када је његов брат Пипин Грбави издао оца преузео је краљевско име Пипин. Проглашен је краљем Италије након што је Карло Велики покорио Лангобарде 781, а крунисао га је папа Хадријан I са гвозденом круном Лангобарда. 
Био је активан италијански владар и радио је на томе да прошири Франачко царство. Године 791. је са лангобардском војском прешао Драву и опустошио је Панонију, док је његов отац уз Дунав ушао на аварску територију. Карло Велики је напустио овај поход како би угушио побуну Саксонаца која је избила 792. Пипин је наставио да напада аварска утврђења. Аварско главно утврђење је било заузимано два пута, а ратни плен је био послат у Ахен Карлу Великом који је Карло поделио својим следбеницима. 
Пипин је такође безуспешно опседао Венеције 810. године. Опсада је трајала шест месеци, да би, кад је његова војска била покошена разним болестима из околних мочвара, Пипин био присиљен да подигне опсаду и повуче се. Неколико месеци касније, и сам Пипин је умро.
Са својом женом Бертом имао је пет кћери. Поред њих имао је и једног ванбрачног сина, Бернара, који је постао следећи владар Италије.

## Породично стабло
|  |                        |  |  |  |  |  |  |  |  |  |  |  |  |  |  |  |
|  | 2. Карло Велики        |  |  |  |  |  |  |  |  |  |  |  |  |  |  |  |
|  |                        |  |  |  |  |  |  |  |  |  |  |  |  |  |  |  |
|  |                        |  |  |  |  |  |  |  |  |  |  |  |  |  |  |  |
|  | 1. Пипин II од Италије |  |  |  |  |  |  |  |  |  |  |  |  |  |  |  |
|  |                        |  |  |  |  |  |  |  |  |  |  |  |  |  |  |  |
|  |                        |  |  |  |  |  |  |  |  |  |  |  |  |  |  |  |
|  | 3. Хилдегард           |  |  |  |  |  |  |  |  |  |  |  |  |  |  |  |
|  |                        |  |  |  |  |  |  |  |  |  |  |  |  |  |  |  |
|  |                        |  |  |  |  |  |  |  |  |  |  |  |  |  |  |  |